# 蒂滕多夫
蒂滕多夫是德国石勒苏益格－荷尔斯泰因州的一个市镇。总面积17.74平方公里，总人口1142人，其中男性583人，女性559人（2011年12月31日），人口密度64人/平方公里。